# 三劍俠3D：雙城暗戰
《3D劍客聯盟：雲端之戰》（英語：The Three Musketeers）是一部2011年跨國製作的時代動作冒險電影。改編自著名法國作家大仲馬的同名小說，由導演保罗·W·S·安德森執導，盧根·利文、米娜·祖華域芝及奧蘭度·布林領銜主演。

## 剧情
地上最強的法蘭西皇家禁衛隊「三劍客」，意外地被惡毒的蛇蠍美人米拉迪（蜜拉喬娃薇琪 飾）及英國白金漢公爵（奧蘭多布魯飾）出賣，導致行動失敗，從此封劍歸隱。三年後，三人遇上隻身來到巴黎打天下的少年劍俠達太安(羅根勒曼 飾)，四人因為同樣憎恨把持朝政的邪惡紅衣主敎黎塞留（克里斯多福瓦茲 飾）而惺惺相惜，遂結成一支神出鬼沒的劍客聨盟，執行懲惡鋤奸的祕密任務。
此時，一宗皇室醜聞，令英、法兩國之戰如箭在弦。除了為及時阻止黎塞留主教的篡國計劃，拯救人民免受戰火煎熬外，並向一搭一唱的白金漢公爵、米拉迪一雪前恥，三劍客決定與達太安執起寶劍勇闖英吉利海峽，一路從巴黎打到倫敦，從陸地打到天上，置身槍火劍雨間出生入死，展開連場鬥智鬥力大火拼。

## 演員
- 羅根·勒曼 飾 達爾達尼央
- 馬修·麥迪恩 飾 阿多斯
- 雷·史蒂文森 飾 波爾多斯
- 路克·伊凡斯 飾 阿拉密斯
- 克里斯多夫·華茲 飾 紅衣主教黎塞留
- 奧蘭多·布魯 飾 白金漢公爵
- 蜜拉·喬娃薇琪 飾 米拉迪
- 邁茲·米克森 飾 Rochefort
- 朱諾·譚波兒 飾 奧地利的安妮
- 加布瑞拉·王爾德 飾 Constance

## 外部連結
- 官方网站
- 互联网电影数据库（IMDb）上《The Three Musketeers》的资料（英文）
- AllMovie上《The Three Musketeers》的资料（英文）